# Rose Yeboah
Rose Amoanimaa Yeboah (* 23. Dezember 2001 in Accra) ist eine ghanaische Leichtathletin, die sich auf den Hochsprung spezialisiert hat und aktuell Inhaberin des Landesrekordes ist. Sie siegte 2019 und 2023 bei den Afrikaspielen und wurde 2022 und 2024 Afrikameisterin.

## Sportliche Laufbahn
Erste internationale Erfahrungen sammelte Rose Yeboah 2019 bei den Juniorenafrikameisterschaften in Abidjan, bei denen sie mit übersprungenen 1,83 m die Goldmedaille gewann. Im August steigerte sie sich bei den Afrikaspielen in Rabat um einen Zentimeter und gewann damit ebenfalls Gold. 2022 siegte sie mit einem Sprung über 1,79 m bei den Afrikameisterschaften in Port Louis und belegte anschließend bei den Commonwealth Games in Birmingham mit 1,85 m den siebten Platz. Im Jahr darauf steigerte sie bei den World University Games in Chengdu den Landesrekord auf 1,94 m und sicherte sich damit die Goldmedaille und 2024 verteidigte sie bei den Afrikaspielen in Accra mit 1,90 m ihren Titel. Im Juni siegte sie mit neuem Landesrekord von 1,97 m bei den NCAA-Collegemeisterschaften, ehe sie bei den Afrikameisterschaften in Douala mit 1,87 m ihren Titel verteidigte. Im August schied sie bei den Olympischen Sommerspielen in Paris mit 1,88 m in der Qualifikationsrunde aus.